# Alos (Ariège)
Pour les articles homonymes, voir Alos.
Alos (en occitan Alòs) est une commune française située dans le département de l'Ariège, en région Occitanie.
Localisée dans le nord-ouest du département, la commune  fait partie, sur le plan historique et culturel, du Couserans, pays aux racines gasconnes structuré par le cours du Salat (affluent de la Garonne). Exposée à un climat de montagne, elle est drainée par la rivière d'Alos, le ruisseau d'Artiguenard, le ravin de querblanc, le ruisseau d'Argentère, le ruisseau d'Aupiet, le ruisseau de Rieutort, le ruisseau de Sarat Mède et par divers petits cours d'eau. Incluse dans le parc naturel régional des Pyrénées ariégeoises, la commune possède un patrimoine naturel remarquable composé de deux zones naturelles d'intérêt écologique, faunistique et floristique.
Alos est une commune rurale qui compte 116 habitants en 2022, après avoir connu un pic de population de 1 258 habitants en 1846. Elle fait partie de l'aire d'attraction de Saint-Girons. Ses habitants sont appelés les Alosiens ou Alosiennes.

## Géographie

### Localisation

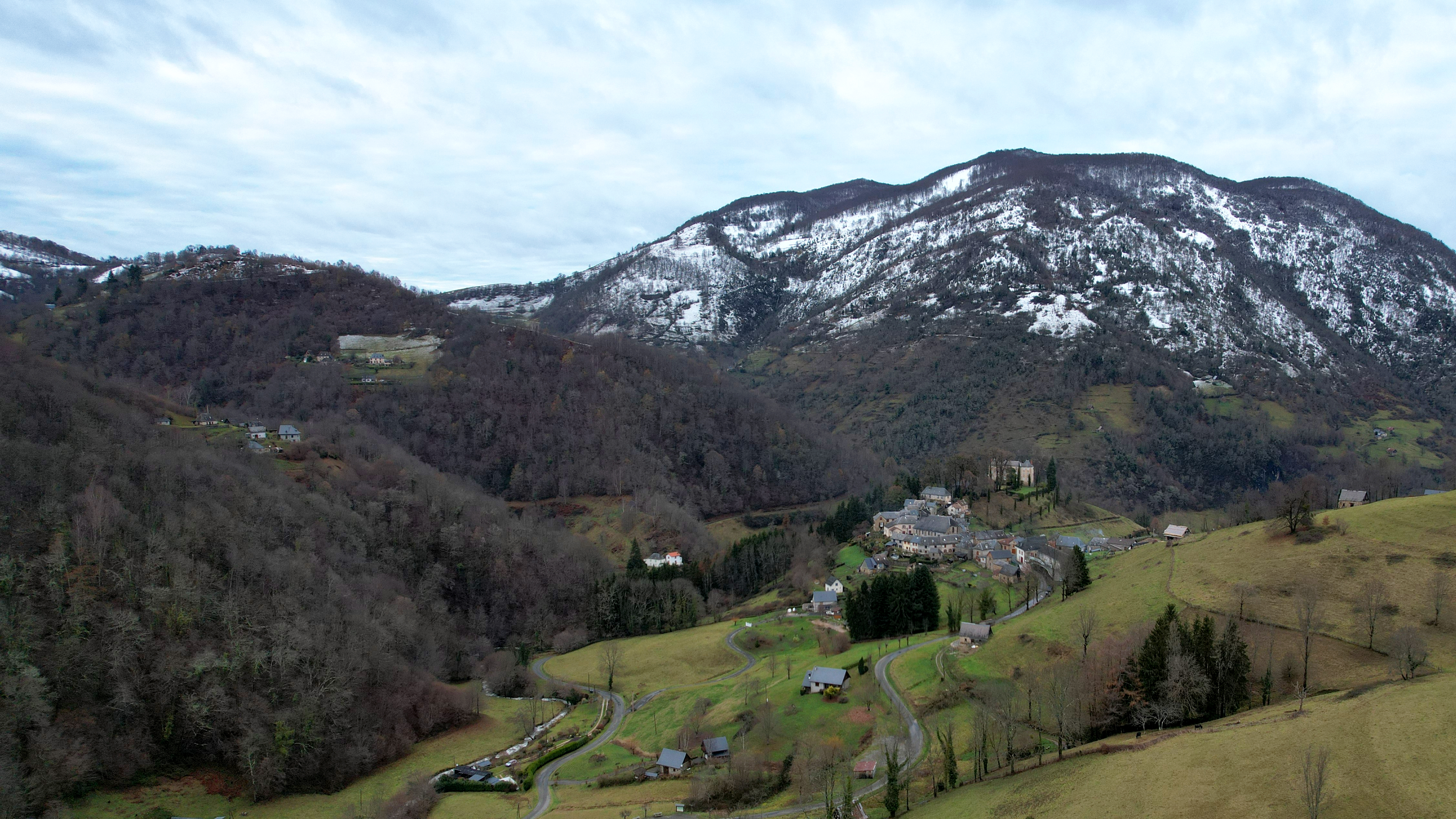
Le village d'Alos vu depuis le hameau de la Campagne

La commune d'Alos se trouve dans le département de l'Ariège, en région Occitanie.
Commune des Pyrénées située dans le Couserans au cœur de la montagne de Sourroque, c'est une commune forestière faisant partie du parc naturel régional des Pyrénées ariégeoises.
Elle se situe à 38 km à vol d'oiseau de Foix, préfecture du département, à 9 km de Saint-Girons, sous-préfecture, et à 26 km de La Bastide-de-Sérou, bureau centralisateur du canton du Couserans Est dont dépend la commune depuis 2015 pour les élections départementales.
La commune fait en outre partie du bassin de vie de Saint-Girons.
Les communes les plus proches sont : 
Sentenac-d'Oust (4,5 km), Lacourt (4,8 km), Soueix-Rogalle (5,7 km), Erp (5,9 km), Encourtiech (6,5 km), Seix (6,6 km), Oust (6,8 km), Eycheil (6,9 km).
Sur le plan historique et culturel, Alos fait partie du Couserans, pays aux racines gasconnes structuré par le cours du Salat (affluent de la Garonne), que rien ne prédisposait à rejoindre les anciennes dépendances du comté de Foix.

### Communes limitrophes
| Alos est limitrophe de six autres communes. Les communes limitrophes sont Bethmale, Lacourt, Moulis, Sentenac-d'Oust, Soueix-Rogalle et Eycheil. Les limites communales de Alos et celles de ses communes adjacentes. \| Moulis \| Eycheil (par un quadripoint) \| Lacourt \| \| \| Alos \| Soueix-Rogalle \| \| Bethmale \| \| Sentenac-d'Oust \| |                              |                 |
| Moulis | Eycheil (par un quadripoint) | Lacourt         |
| | Alos                         | Soueix-Rogalle  |
| Bethmale |                              | Sentenac-d'Oust |

### Géologie et relief
La commune est située dans les Pyrénées, une chaîne montagneuse jeune, érigée durant l'ère tertiaire (il y a 40 millions d'années environ), en même temps que les Alpes. Les terrains affleurants sur le territoire communal sont constitués de roches pour partie sédimentaires et pour partie métamorphiques datant pour certaines du Mésozoïque, anciennement appelé Ère secondaire, qui s'étend de −252,2 à −66,0 Ma, et pour d'autres du Protérozoïque, le dernier éon du Précambrien sur l’échelle des temps géologiques. La structure détaillée des couches affleurantes est décrite dans la feuille « n°1074 - Saint-Girons » de la carte géologique harmonisée au 1/50 000ème du département de l'Ariège, et sa notice associée.
La superficie cadastrale de la commune publiée par l’Insee, qui sert de références dans toutes les statistiques, est de 24,26 km2,. La superficie géographique, issue de la BD Topo, composante du Référentiel à grande échelle produit par l'IGN, est quant à elle de 23,86 km2. Son relief est particulièrement étagé puisque la dénivelée maximale atteint 1320 mètres. L'altitude du territoire varie entre 553 m et 1 873 m au cap de Bouirex.

### Hydrographie

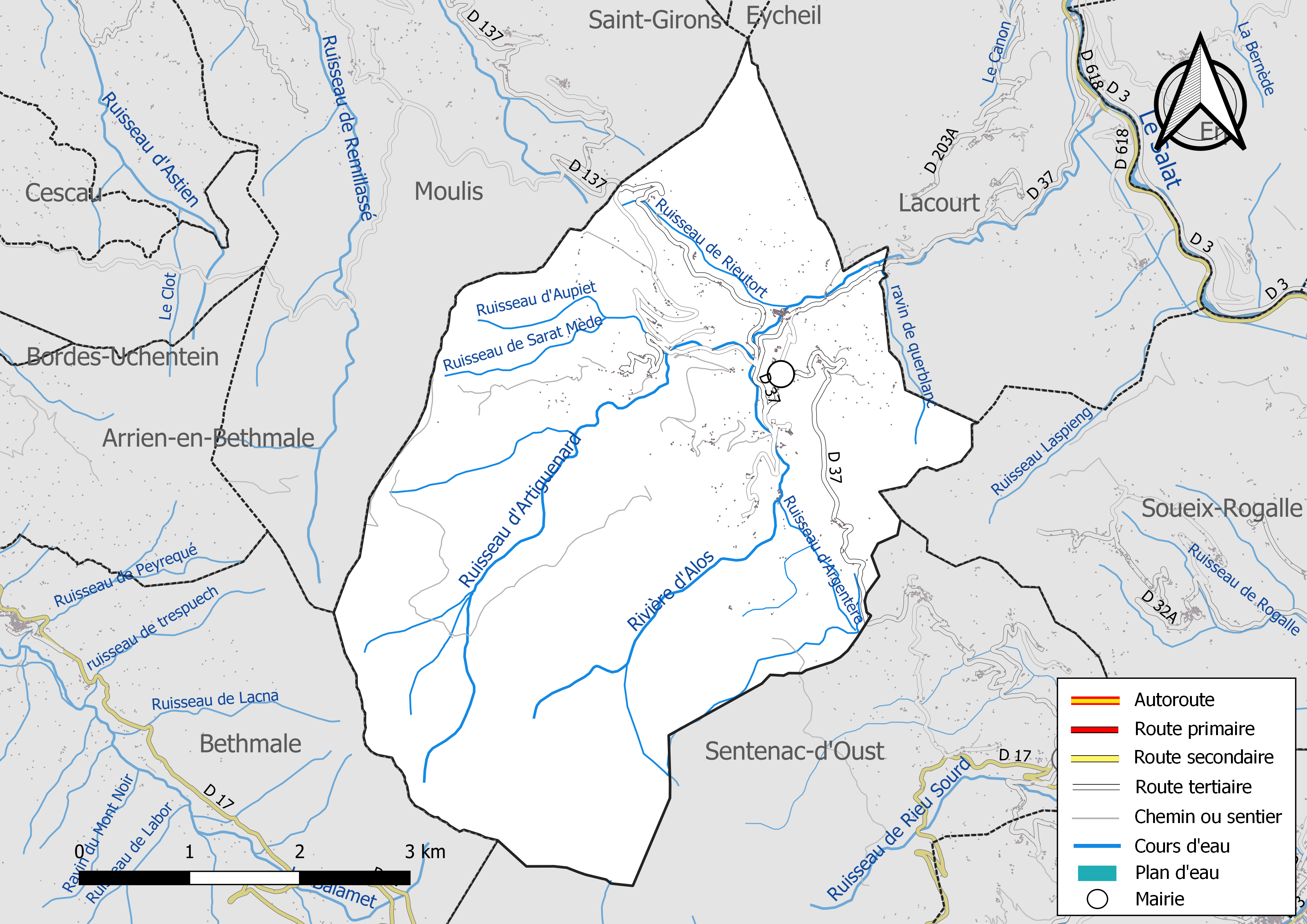
Réseaux hydrographique et routier d'Alos.

La commune est drainée par la rivière d'Alos, le ruisseau d'Artiguenard, le ravin de querblanc, le ruisseau d'Argentère, le ruisseau d'Aupiet, le ruisseau de Rieutort, le ruisseau de Sarat Mède et par divers petits cours d'eau, constituant un réseau hydrographique de 30 km de longueur totale,.

### Climat
Pour des articles plus généraux, voir Climat de l'Occitanie et Climat de l'Ariège.
En 2010, le climat de la commune est de type climat des marges montargnardes, selon une étude s'appuyant sur une série de données couvrant la période 1971-2000. En 2020, Météo-France publie une typologie des climats de la France métropolitaine dans laquelle la commune est exposée à un climat de montagne et est dans la région climatique Pyrénées centrales, caractérisée par une pluviométrie annuelle de 1 000 à 1 200 mm.
Pour la période 1971-2000, la température annuelle moyenne est de 11,1 °C, avec une amplitude thermique annuelle de 14,9 °C. Le cumul annuel moyen de précipitations est de 1 072 mm, avec 10,2 jours de précipitations en janvier et 7,7 jours en juillet. Pour la période 1991-2020, la température moyenne annuelle observée sur la station météorologique la plus proche, située sur la commune de Lorp-Sentaraille à 11 km à vol d'oiseau, est de 12,5 °C et le cumul annuel moyen de précipitations est de 973,2 mm,. Pour l'avenir, les paramètres climatiques de la commune estimés pour 2050 selon différents scénarios d'émission de gaz à effet de serre sont consultables sur un site dédié publié par Météo-France en novembre 2022.

### Paysages

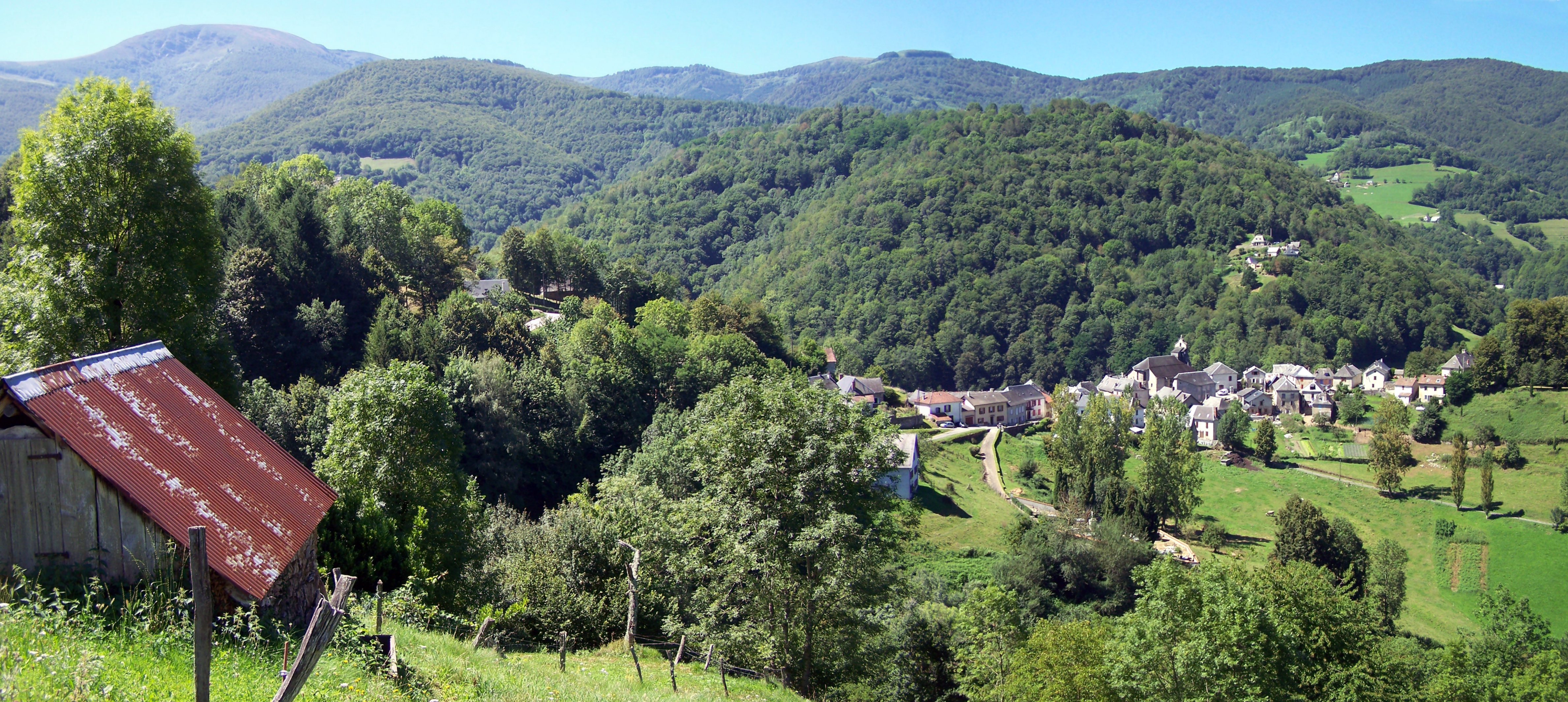
Alos depuis le hameau de La Pauze en 2010.
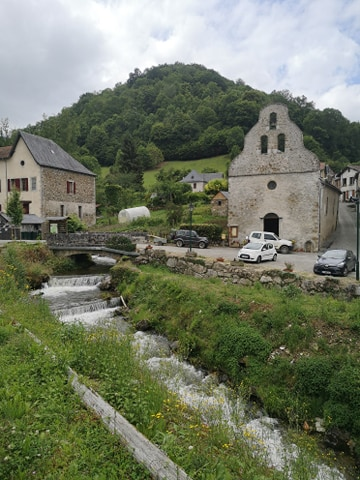
Le hameau de La Rivière avec la chapelle Saint-Roch et la rivière d'Alos en juin 2020.
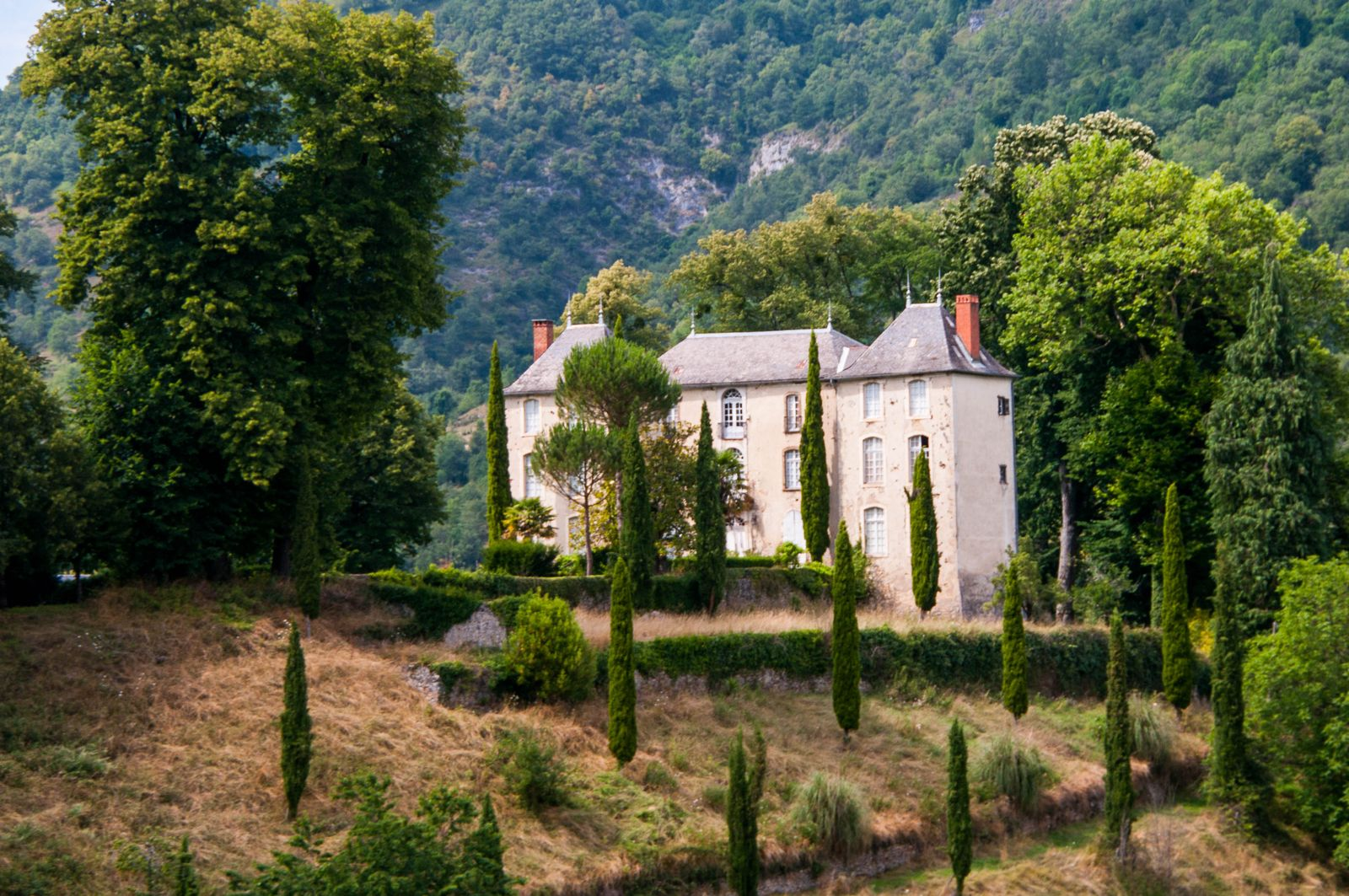
Le château d'Alos en juillet 2021.
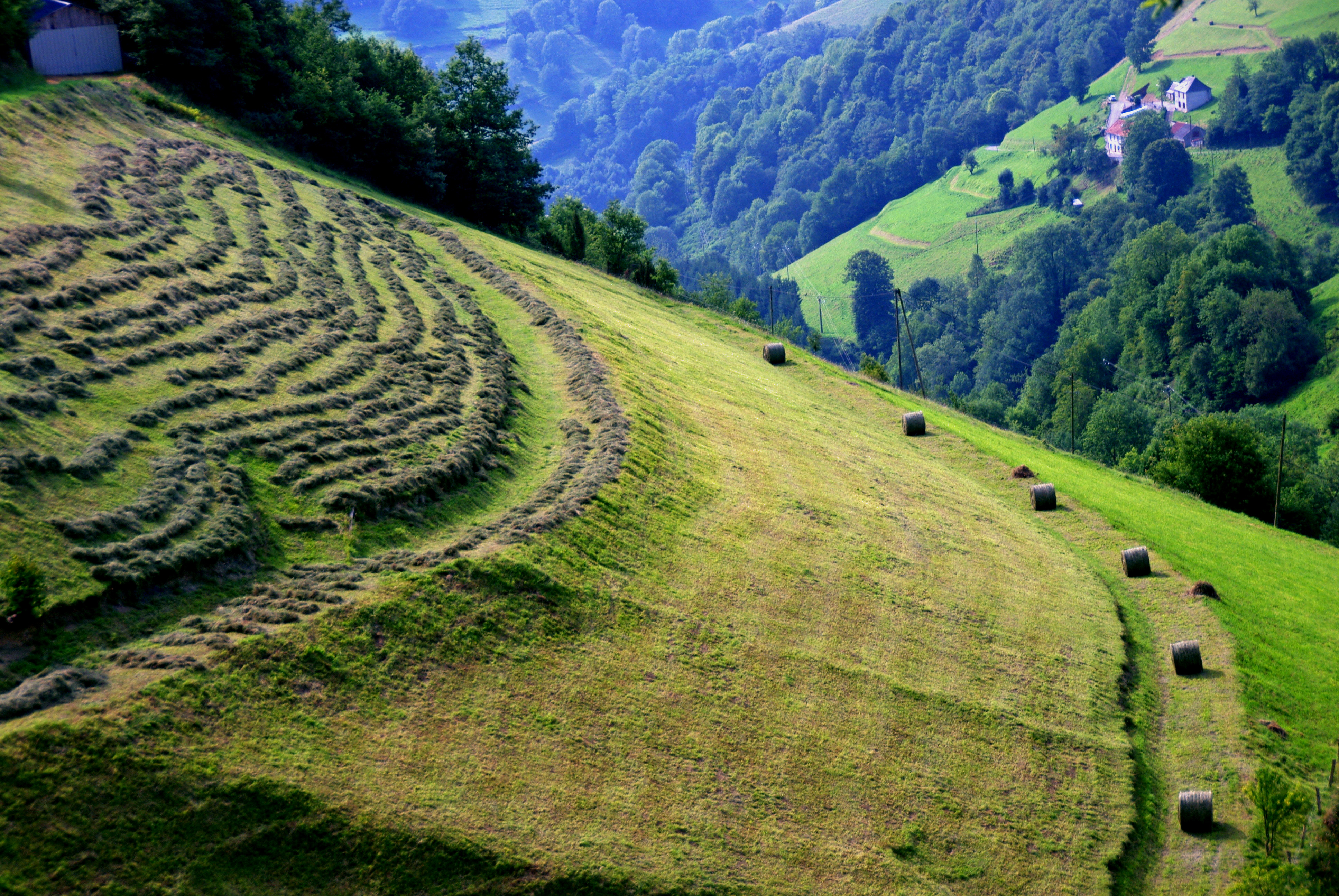
Fenaison près de la route du col de Portech.
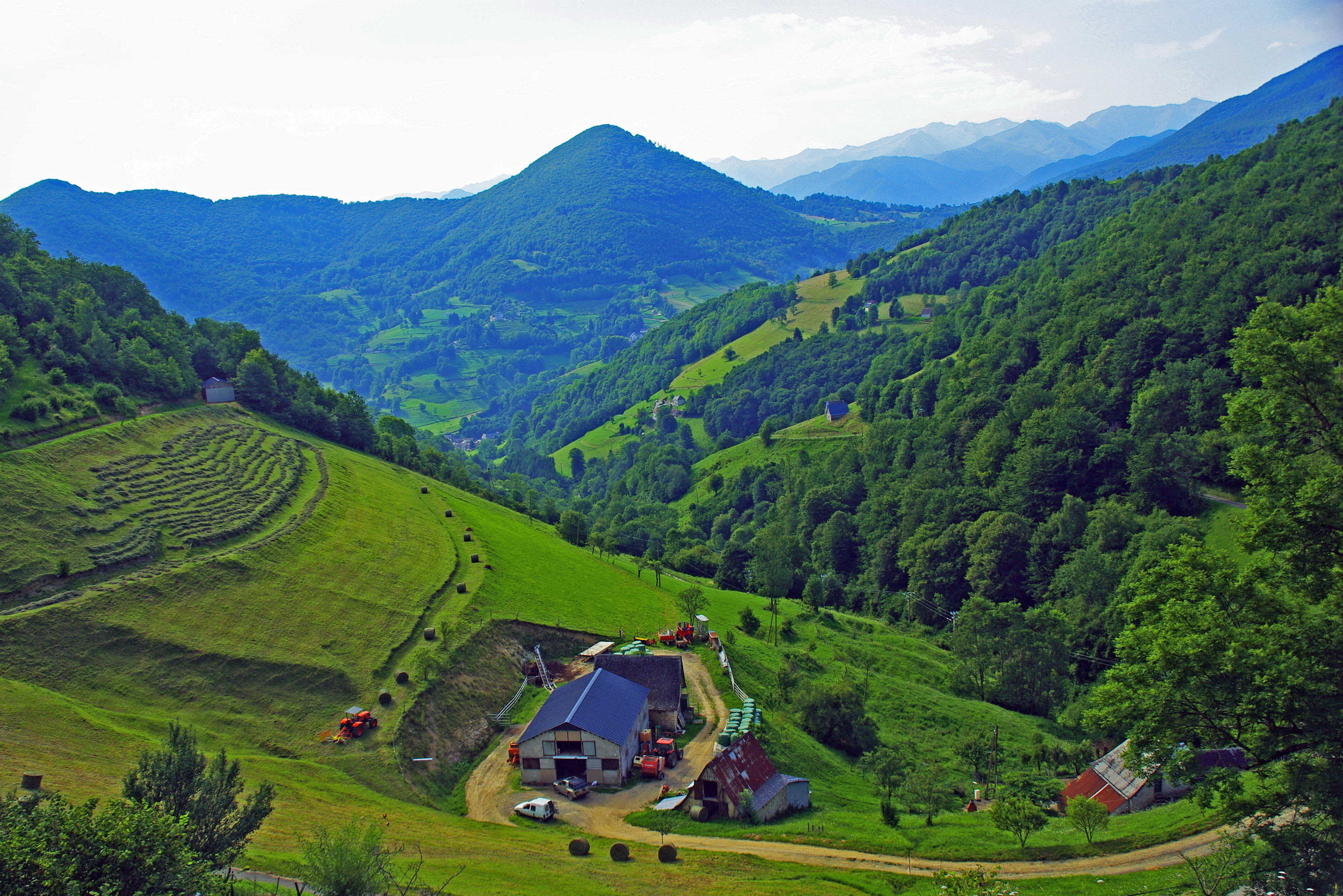
Ferme de moyenne montagne.

### Milieux naturels et biodiversité

#### Espaces protégés
La protection réglementaire est le mode d’intervention le plus fort pour préserver des espaces naturels remarquables et leur biodiversité associée,.
La commune fait partie du parc naturel régional des Pyrénées ariégeoises, créé en 2009 et d'une superficie de 245 973 ha, qui s'étend sur 138 communes du département. Ce territoire unit les plus hauts sommets aux frontières de l’Andorre et de l’Espagne (la Pique d’Estats, le Mont Valier, etc) et les plus hautes vallées des avants-monts, jusqu’aux plissements du Plantaurel.

#### Zones naturelles d'intérêt écologique, faunistique et floristique
L’inventaire des zones naturelles d'intérêt écologique, faunistique et floristique (ZNIEFF) a pour objectif de réaliser une couverture des zones les plus intéressantes sur le plan écologique, essentiellement dans la perspective d’améliorer la connaissance du patrimoine naturel national et de fournir aux différents décideurs un outil d’aide à la prise en compte de l’environnement dans l’aménagement du territoire.
Une ZNIEFF de type 1 est recensée sur la commune :
le « massif du Bouireix et montagnes de Sourroque » (13 572 ha), couvrant 14 communes du département et une ZNIEFF de type 2, : 
les « massifs du mont Valier, du Bouirex et montagnes de Sourroque » (32 357 ha), couvrant 18 communes du département.

Carte des ZNIEFF de type 1 et 2 à Alos.
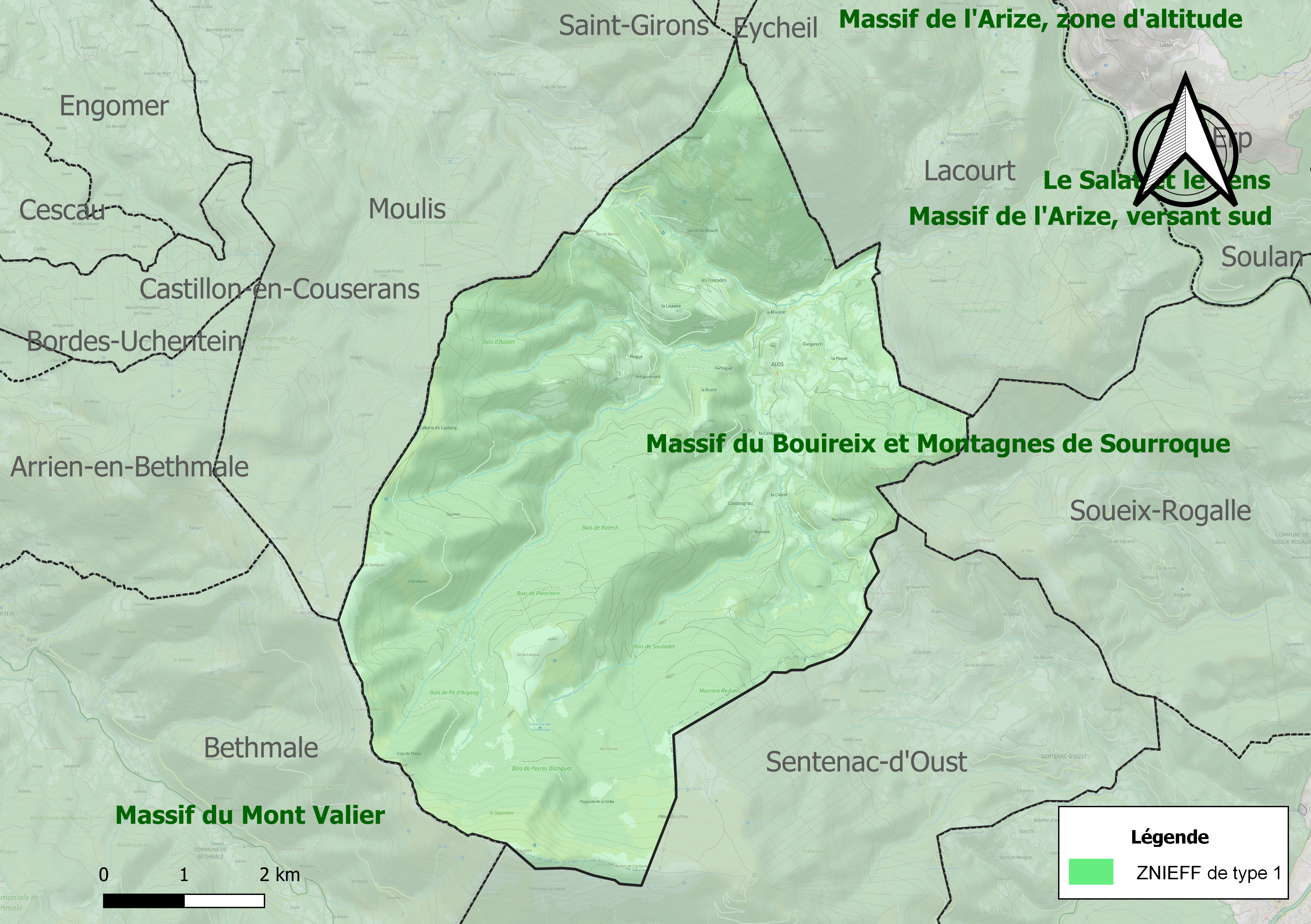
Carte de la ZNIEFF de type 1 sur la commune.
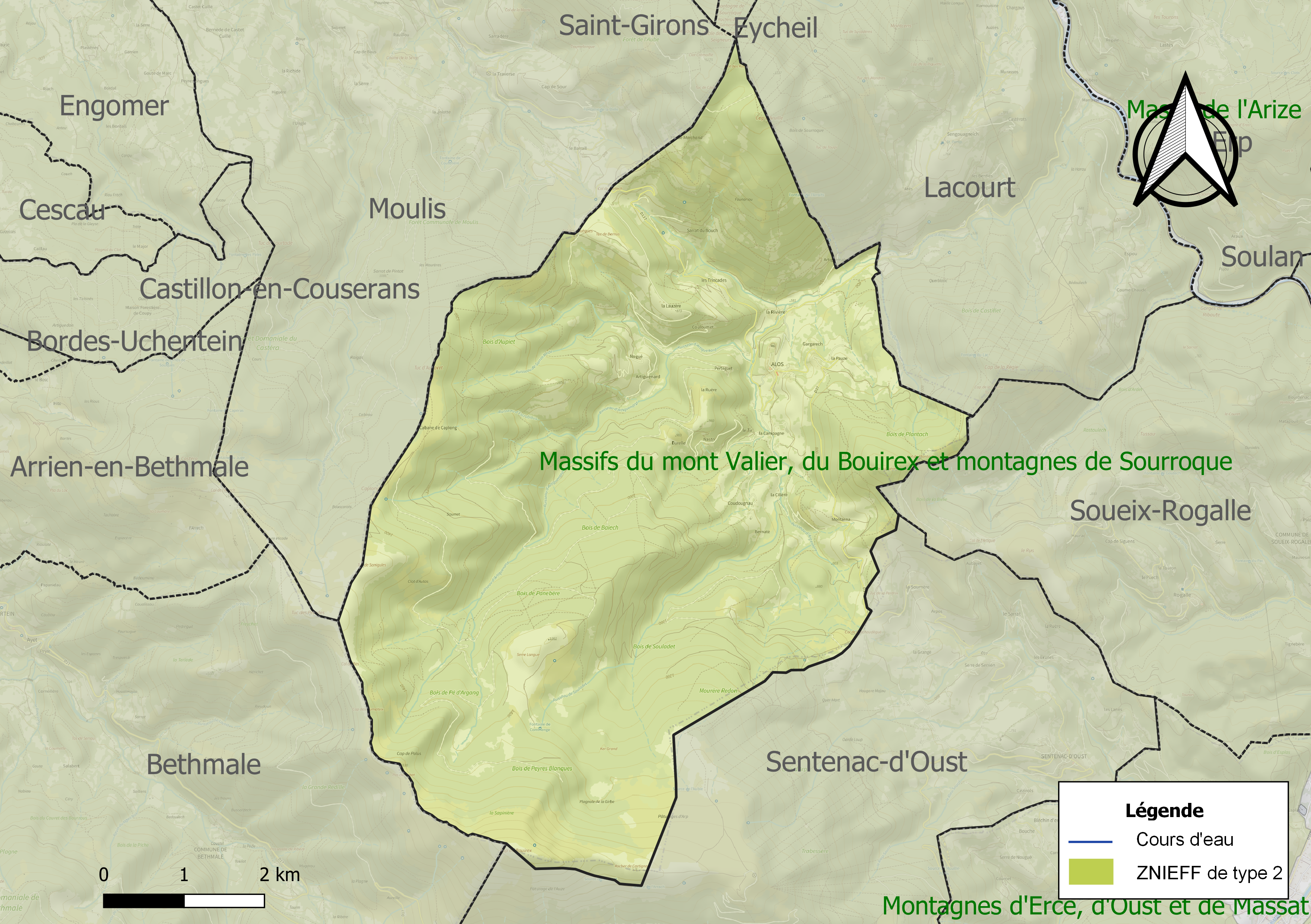
Carte de la ZNIEFF de type 2 sur la commune.

## Urbanisme

### Typologie
Au 1er janvier 2024, Alos est catégorisée commune rurale à habitat très dispersé, selon la nouvelle grille communale de densité à 7 niveaux définie par l'Insee en 2022.
Elle est située hors unité urbaine. Par ailleurs la commune fait partie de l'aire d'attraction de Saint-Girons, dont elle est une commune de la couronne,. Cette aire, qui regroupe 70 communes, est catégorisée dans les aires de moins de 50 000 habitants,.

### Occupation des sols

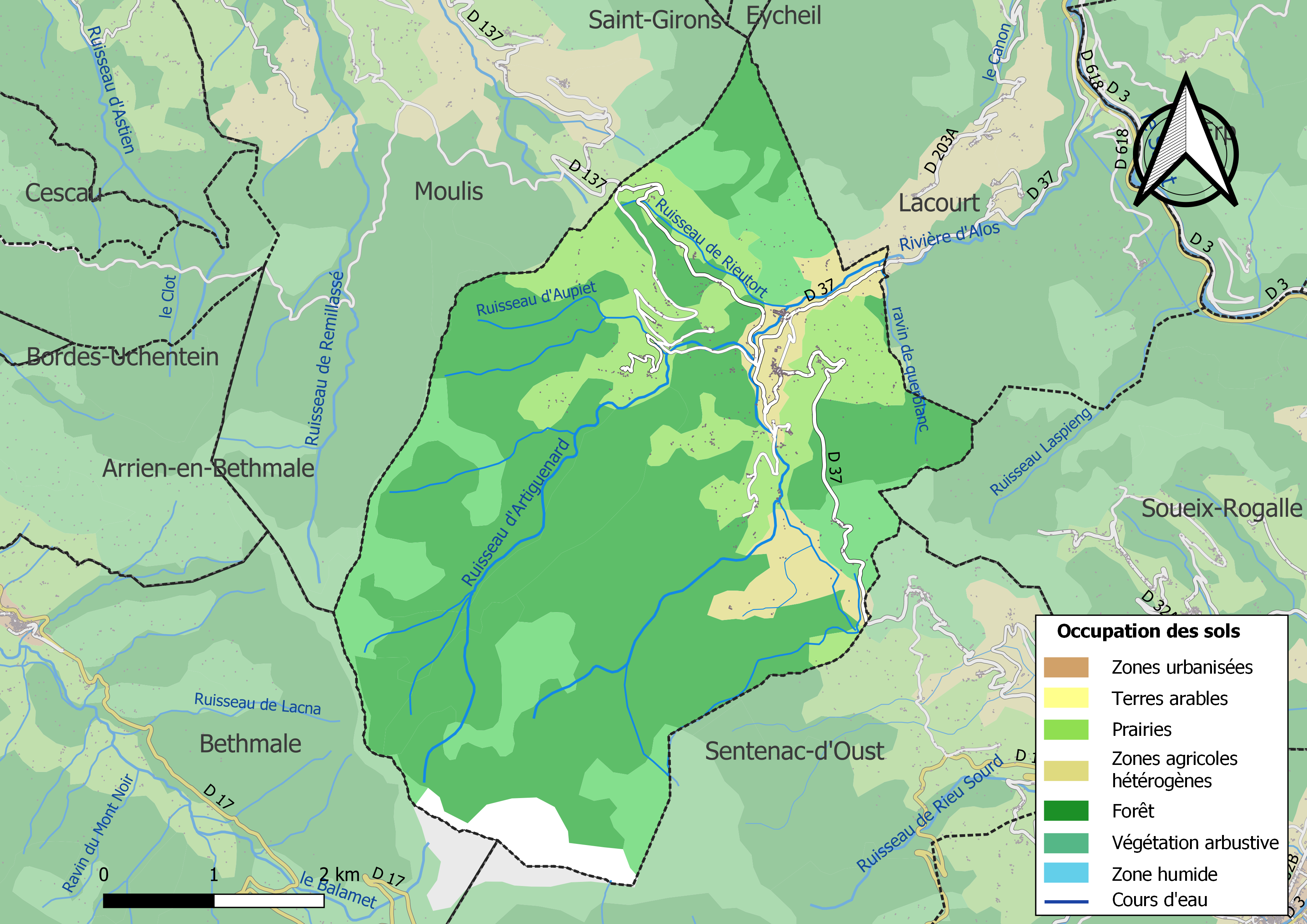
Carte des infrastructures et de l'occupation des sols de la commune en 2018 (CLC).

L'occupation des sols de la commune, telle qu'elle ressort de la base de données européenne d’occupation biophysique des sols Corine Land Cover (CLC), est marquée par l'importance des forêts et milieux semi-naturels (77,4 % en 2018), une proportion sensiblement équivalente à celle de 1990 (78,2 %). La répartition détaillée en 2018 est la suivante : 
forêts (58,9 %), milieux à végétation arbustive et/ou herbacée (16,4 %), prairies (16,3 %), zones agricoles hétérogènes (6,3 %), espaces ouverts, sans ou avec peu de végétation (2,2 %). L'évolution de l’occupation des sols de la commune et de ses infrastructures peut être observée sur les différentes représentations cartographiques du territoire : la carte de Cassini (XVIIIe siècle), la carte d'état-major (1820-1866) et les cartes ou photos aériennes de l'IGN pour la période actuelle (1950 à aujourd'hui).

### Hameaux et lieux-dits
Hameau : Artiguemal, la Rivière, Rieutort, Lauzère, Nestry, Cillère, Gargaret, Montarma, La Pause, La Campagne, Perteguech, Les Trincades, Le Braquet, Sarat du Bouch, Rieurort.

### Habitat et logement
En 2018, le nombre total de logements dans la commune était de 231, alors qu'il était de 227 en 2013 et de 223 en 2008.
Parmi ces logements, 29,8 % étaient des résidences principales, 62,7 % des résidences secondaires et 7,5 % des logements vacants. Ces logements étaient pour 97,8 % d'entre eux des maisons individuelles et pour 1,3 % des appartements.
Le tableau ci-dessous présente la typologie des logements à Alos en 2018 en comparaison avec celle de l'Ariège et de la France entière. Une caractéristique marquante du parc de logements est ainsi une proportion de résidences secondaires et logements occasionnels (62,7 %) supérieure à celle du département (24,6 %) et à celle de la France entière (9,7 %). Concernant le statut d'occupation de ces logements, 84,3 % des habitants de la commune sont propriétaires de leur logement (84,5 % en 2013), contre 66,3 % pour l'Ariège et 57,5 % pour la France entière.
| Typologie                                               | Alos | Ariège | France entière |
| ------------------------------------------------------- | ---- | ------ | -------------- |
| Résidences principales (en %)                           | 29,8 | 65,7   | 82,1           |
| Résidences secondaires et logements occasionnels (en %) | 62,7 | 24,6   | 9,7            |
| Logements vacants (en %)                                | 7,5  | 9,7    | 8,2            |

### Voies de communication et transports
Commune forestière du Couserans, Alos est hors des axes de circulation valléens, enserrée dans le massif de Sourroque.
Depuis le village, par la D 37, on arrive au col de Catchaudégué (893 m) pour aller randonner vers le tuc de la Quère, le cap de Bouirex, ou continuer la route en descendant vers Sentenac-d'Oust pour aller soit vers le col de la Core, soit vers le bourg de Seix en contrebas.
Par la D 137, on rejoint Moulis et la vallée du Lez par le col de Portech (868 m).

### Risques majeurs

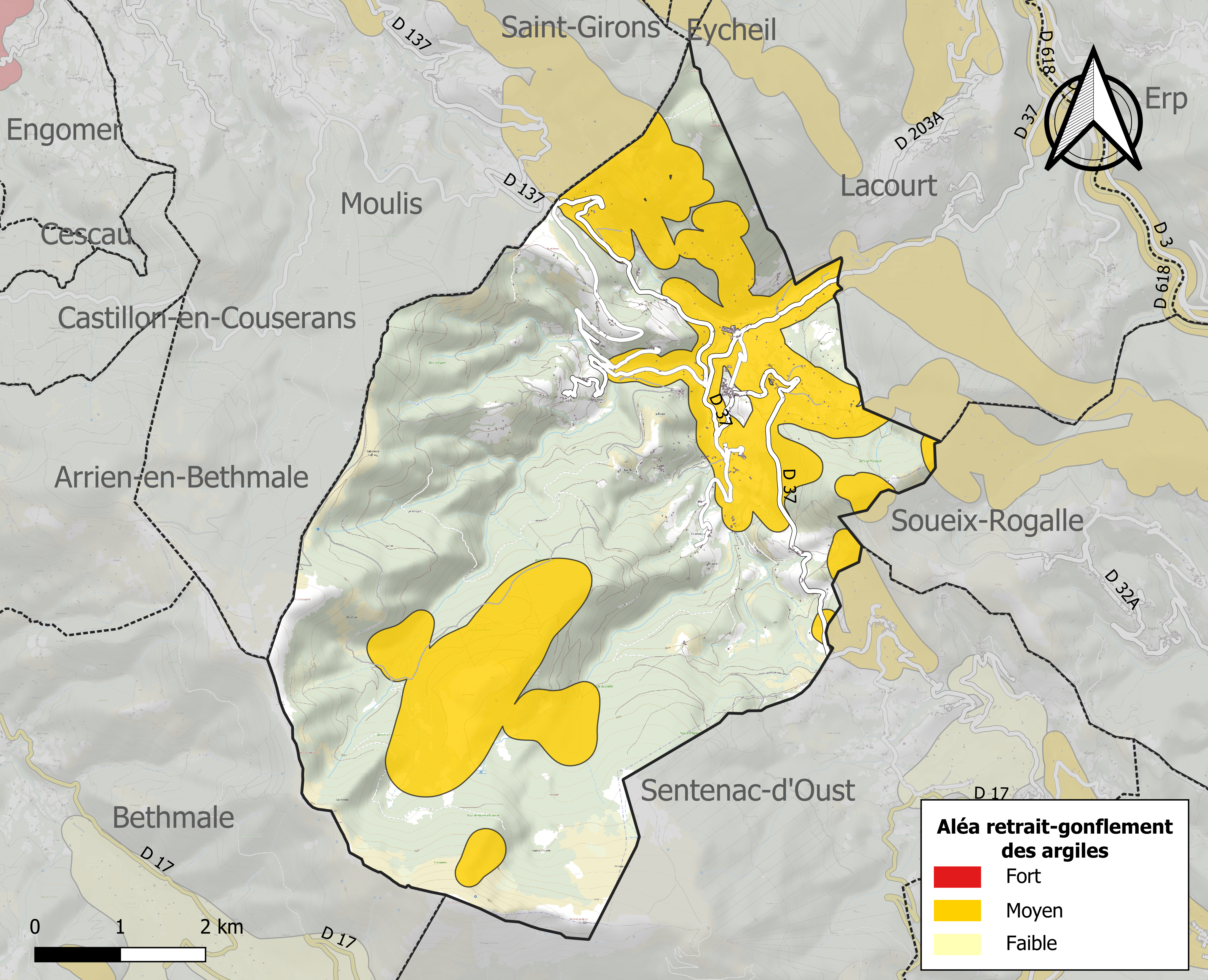
Zonage de l'aléa retrait-gonflement des argiles sur la commune d'Alos.

Le territoire de la commune d'Alos est vulnérable à différents aléas naturels : inondations, climatiques (grand froid ou canicule), feux de forêts, mouvements de terrains, avalanche  et séisme (sismicité modérée),.
Certaines parties du territoire communal sont susceptibles d’être affectées par le risque d’inondation par crue torrentielle d'un cours d'eau, ou ruissellement d'un versant.
Les mouvements de terrains susceptibles de se produire sur la commune sont soit des chutes de blocs, soit des glissements de terrains, soit des effondrements liés à des cavités souterraines, soit des mouvements liés au retrait-gonflement des argiles. Près de 50 % de la superficie de l’Ariège est concernée par l'aléa retrait-gonflement des argiles, dont la commune d'Alos. L'inventaire national des cavités souterraines permet par ailleurs de localiser celles situées sur la commune.

## Politique et administration

### Découpage territorial
La commune d'Alos est membre de la communauté de communes Couserans-Pyrénées, un établissement public de coopération intercommunale (EPCI) à fiscalité propre créé le 18 novembre 2016 dont le siège est à Saint-Lizier. Ce dernier est par ailleurs membre d'autres groupements intercommunaux.
Sur le plan administratif, elle est rattachée à l'arrondissement de Saint-Girons, au département de l'Ariège, en tant que circonscription administrative de l'État, et à la région Occitanie.
Sur le plan électoral, elle dépend du canton du Couserans Est pour l'élection des conseillers départementaux, depuis le redécoupage cantonal de 2014 entré en vigueur en 2015, et de la deuxième circonscription de l'Ariège  pour les élections législatives, depuis le redécoupage électoral de 1986.

### Administration municipale
Le nombre d'habitants au recensement de 2017 étant compris entre 100 et 499, le nombre de membres du conseil municipal pour l'élection de 2020 est de onze,.

### Liste des maires
| Période                                  | Période  | Identité      | Étiquette | Qualité  |
| ---------------------------------------- | -------- | ------------- | --------- | -------- |
| 1983                                     | 2001     | Francine Vieu | SE        |          |
| mars 2001                                | 2014     | André Pujol   |           |          |
| 2014                                     | En cours | Alain Tortet  | SE        | Retraité |
| Les données manquantes sont à compléter. |          |               |           |          |

## Population et société

### Démographie
L'évolution du nombre d'habitants est connue à travers les recensements de la population effectués dans la commune depuis 1793. Pour les communes de moins de 10 000 habitants, une enquête de recensement portant sur toute la population est réalisée tous les cinq ans, les populations de référence des années intermédiaires étant quant à elles estimées par interpolation ou extrapolation. Pour la commune, le premier recensement exhaustif entrant dans le cadre du nouveau dispositif a été réalisé en 2004.

En 2022, la commune comptait 116 habitants, en évolution de +0,87 % par rapport à 2016 (Ariège : +1,48 %, France hors Mayotte : +2,11 %).
| 1793 | 1800 | 1806 | 1821 | 1831  | 1836  | 1841  | 1846  | 1851  |
| ---- | ---- | ---- | ---- | ----- | ----- | ----- | ----- | ----- |
| 789  | 752  | 925  | 990  | 1 005 | 1 214 | 1 210 | 1 258 | 1 173 |

| 1856 | 1861  | 1866  | 1872  | 1876  | 1881  | 1886  | 1891  | 1896  |
| ---- | ----- | ----- | ----- | ----- | ----- | ----- | ----- | ----- |
| 987  | 1 035 | 1 009 | 1 060 | 1 109 | 1 112 | 1 109 | 1 088 | 1 062 |

| 1901  | 1906  | 1911 | 1921 | 1926 | 1931 | 1936 | 1946 | 1954 |
| ----- | ----- | ---- | ---- | ---- | ---- | ---- | ---- | ---- |
| 1 028 | 1 023 | 885  | 779  | 722  | 625  | 546  | 463  | 365  |

| 1962 | 1968 | 1975 | 1982 | 1990 | 1999 | 2004 | 2006 | 2009 |
| ---- | ---- | ---- | ---- | ---- | ---- | ---- | ---- | ---- |
| 305  | 260  | 212  | 173  | 136  | 131  | 121  | 114  | 128  |

| 2014 | 2019 | 2022 | - | - | - | - | - | - |
| ---- | ---- | ---- | - | - | - | - | - | - |
| 112  | 122  | 116  | - | - | - | - | - | - |

| selon la population municipale des années : | 1968 | 1975 | 1982 | 1990 | 1999 | 2006 | 2009 | 2013 |
| Rang de la commune dans le département      | 184  | 181  | 187  | 206  | 208  | 238  | 240  | 226  |
| Nombre de communes du département           | 340  | 328  | 330  | 332  | 332  | 332  | 332  | 332  |

### Enseignement
Alos fait partie de l'académie de Toulouse.

### Culture et festivités
Alos est cité dans le roman Shibumi, de Trevanian, pseudonyme de Rodney William Whitaker, universitaire américain qui s'entoura longtemps de mystère.

### Activités sportives
Randonnée pédestre, chasse,

### Écologie et recyclage
La déchetterie la plus proche se trouve à Palétès sur la commune de Saint-Girons.

## Économie

### Emploi
| Division       | 2008   | 2013   | 2018   |
| -------------- | ------ | ------ | ------ |
| Commune        | 10,5 % | 10,4 % | 16,7 % |
| Département    | 8,9 %  | 11,1 % | 11,2 % |
| France entière | 8,3 %  | 10 %   | 10 %   |

En 2018, la population âgée de 15 à 64 ans s'élève à 77 personnes, parmi lesquelles on compte 67,9 % d'actifs (51,3 % ayant un emploi et 16,7 % de chômeurs) et 32,1 % d'inactifs,. Depuis 2008, le taux de chômage communal (au sens du recensement) des 15-64 ans est supérieur à celui de la France et du département.
La commune fait partie de la couronne de l'aire d'attraction de Saint-Girons, du fait qu'au moins 15 % des actifs travaillent dans le pôle,. Elle compte 12 emplois en 2018, contre 23 en 2013 et 22 en 2008. Le nombre d'actifs ayant un emploi résidant dans la commune est de 40, soit un indicateur de concentration d'emploi de 29,4 % et un taux d'activité parmi les 15 ans ou plus de 47,8 %.
Sur ces 40 actifs de 15 ans ou plus ayant un emploi, 11 travaillent dans la commune, soit 27 % des habitants. Pour se rendre au travail, 82,9 % des habitants utilisent un véhicule personnel ou de fonction à quatre roues, 2,4 % les transports en commun, 4,9 % s'y rendent en deux-roues, à vélo ou à pied et 9,8 % n'ont pas besoin de transport (travail au domicile).

### Activités hors agriculture
7 établissements sont implantés  à Alos au 31 décembre 2019.
Le secteur de l'industrie manufacturière, des industries extractives et autres est prépondérant sur la commune puisqu'il représente 42,9 % du nombre total d'établissements de la commune (3 sur les 7 entreprises implantées  à Alos), contre 12,9 % au niveau départemental.

### Agriculture
La commune fait partie de la petite région agricole dénommée « Région sous-pyrénéenne ». En 2010, l'orientation technico-économique de l'agriculture  sur la commune est l'élevage d'ovins et de caprins.
|                                   | 1988 | 2000 | 2010 |
| --------------------------------- | ---- | ---- | ---- |
| Exploitations                     | 25   | 15   | 12   |
| Superficie agricole utilisée (ha) | 542  | 427  | 443  |

Le nombre d'exploitations agricoles en activité et ayant leur siège dans la commune est passé de 25 lors du recensement agricole de 1988 à 15 en 2000 puis à 12 en 2010, soit une baisse de 52 % en 22 ans. Le même mouvement est observé à l'échelle du département qui a perdu pendant cette période 48 % de ses exploitations. La surface agricole utilisée sur la commune a également diminué, passant de 542 ha en 1988 à 443 ha en 2010. Parallèlement la surface agricole utilisée moyenne par exploitation a augmenté, passant de 22 à 37 ha.

## Culture locale et patrimoine

### Lieux et monuments
- Forêt d'Arp-et-Coubla.
- Col de Catchaudégué (893 m).
- Col de Portech (868 m), en direction de Moulis et la vallée du Lez, panneau d'information et aire de pique-nique non ombragée.
- Château restauré (19 pièces).
- Grotte de Tutte de Jovis, laquelle, selon une légende, aurait été occupée par de faux-monnayeurs.
- Table d’interprétation au tuc de la Quère, au départ du col de Catchaudégué.
- Table des quatre seigneurs (Alos, Eycheil, Lacourt, Moulis) au Cap d’Aruilhe.
- Église Notre-Dame-de-l'Assomption.
- Chapelle Saint-Roch, à La Rivière[53]. Après sept ans de restauration par l'association Toutis per Saint-Roch, elle fut inaugurée en août 2014[54].
- stèle des passeurs de la guerre 39/45 (hameau de Montarna)

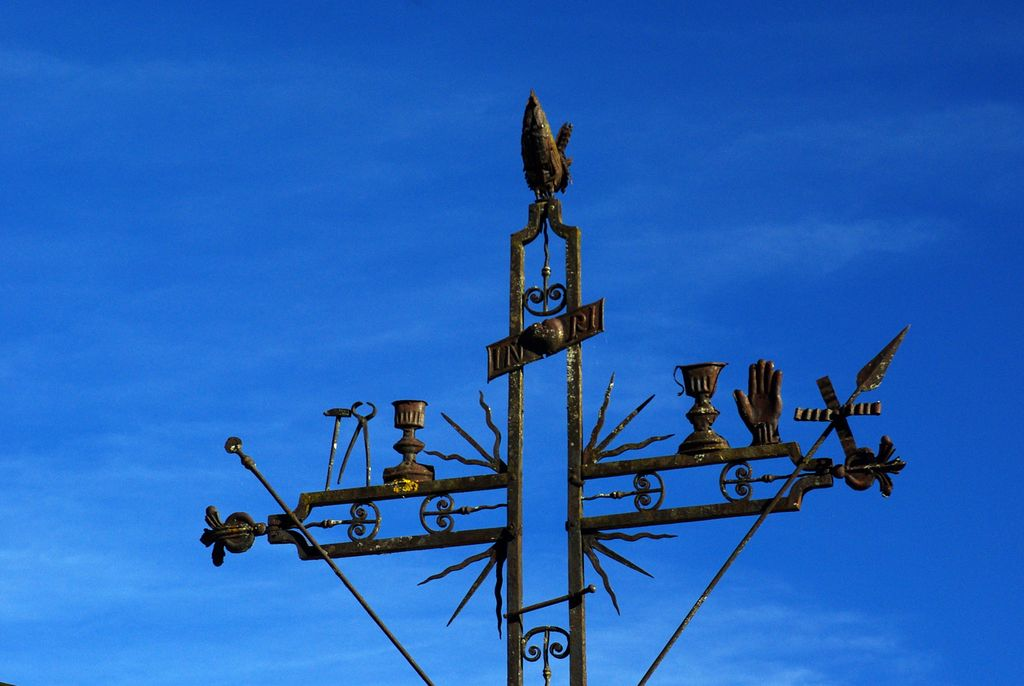
Croix au village.
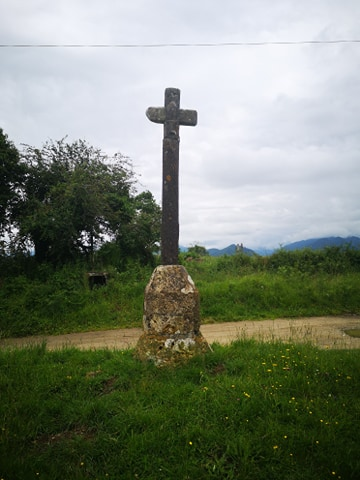
Croix du col de Catchaudégué en limite de la commune.

## Pour approfondir